# Zheng Lihui
Zheng Lihui (em chinês simplificado:鄭 李輝)  (Xiantao, 4 de maio de 1978) é um ex-ginasta chinês que competiu em provas de ginástica artística.
Zheng fez parte da equipe chinesa que disputou os Jogos Olímpicos de Sydney, em 2000, na Austrália. Na ocasião foi o medalhista de ouro da prova coletiva, quando superou a Ucrânia de Oleksandr Beresh e a Rússia de Alexei Nemov.